# Raymond Goethals
Raymond Goethals, belgijski nogometaš in nogometni trener, * 7. oktober 1921, Forest, Belgija, † 6. december 2004.
Goethals je bil trener, ki je leta 1993 Marseille pripeljal do zmage v Ligi prvakov in tako postal prvi trener, ki je postal prvak kakšnega evropskega tekmovanja s francoskim klubom.